# خیابان بیست و سوم (منهتن)

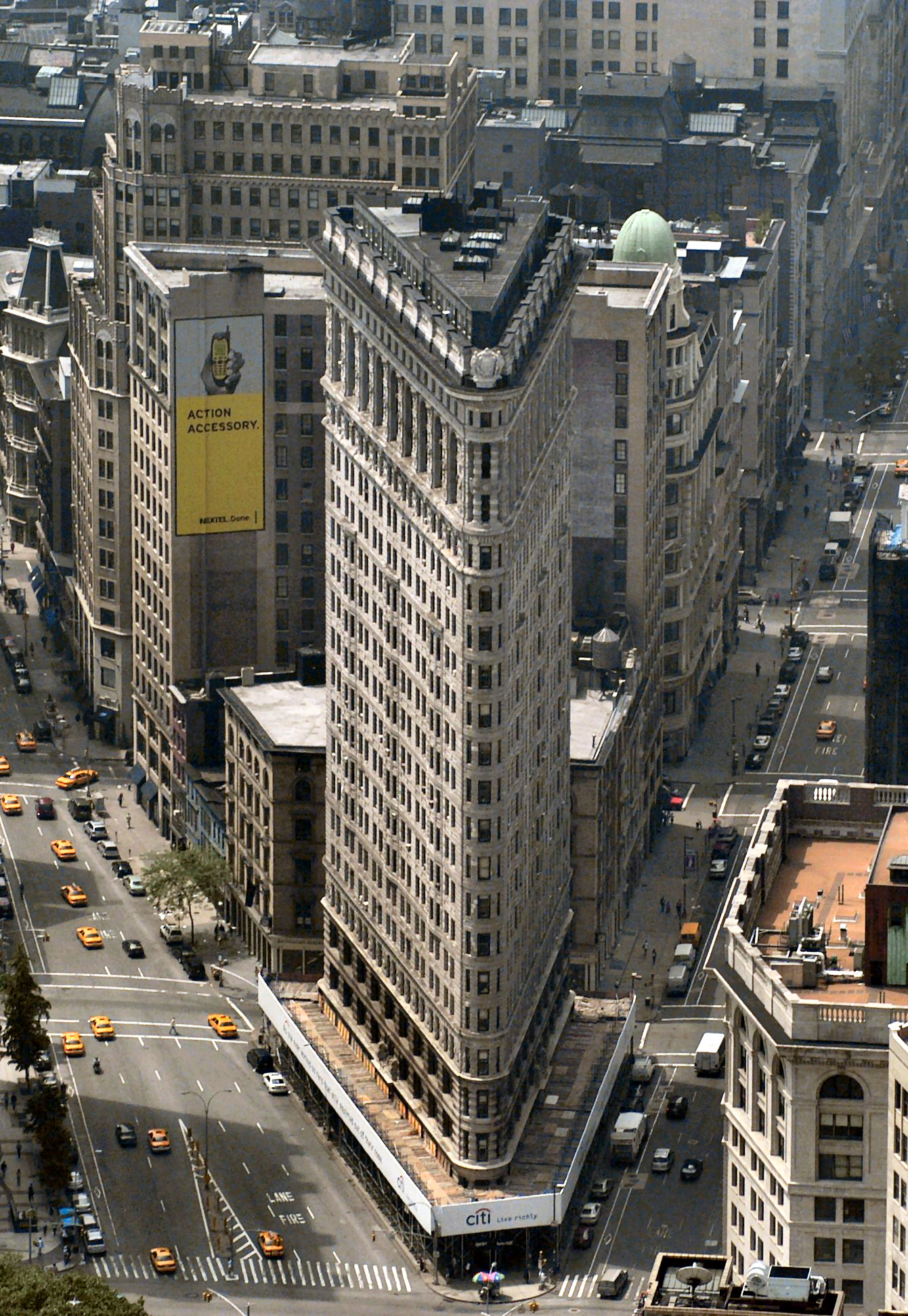
نمایی هوایی از ساختمان فِلَت‌آیرن در نبش خیابان‌های ششم، بیست و سوم و برادوی و در روبروی تقاطع مدیسون اسکویر.

خیابان بیست و سوم (در انگلیسی: 23rd Street) از خیابان‌های مشهور و پر رفت‌وآمد شهر نیویورک است که در بخش منهتن قرار گرفته است.